# Vivát, Benyovszky!
A Vivát, Benyovszky! 1973–75-ben készült magyar-csehszlovák kalandfilmsorozat, mely a török hódoltság utáni Magyarországon játszódik, a Habsburgok idején.

## Történet
|  | Alább a cselekmény részletei következnek! |

Benyovszky Móric gróf a XVIII. században élt. Birtokai a Felvidéken voltak. A huszárhadnagy Mária Terézia mellett szolgált, a történet kezdetén egy bécsi udvari bálon vesz részt. Ezután hazafelé tart, amikor Máté, az intézője közli vele: verbói házát elfoglalták a sógorai. Benyovszky Verbóra megy, az Ocskay fivérekkel tárgyal, akik szívesen segítenek neki. Omachel Tamás inti barátait a meggondolatlan lépéstől, a birtok erőszakos visszaszerzésétől. Házát azonban felajánlja nekik. Lentulay Anna, Tamás menyasszonya, de titokban annak gyerekkori pajtását, Benyovszky Móricot szereti. A gróf elutasítja Annát, ezért a lány öngyilkos lesz. Tamás soha nem tudja megbocsátani Benyovszkynak a lány halálát.
Az örökösödési vita miatt Benyovszky Lengyelországba menekül. Itt a cári csapatok elleni harcban hadifogságba kerül, és Szibériába száműzik. Innen több társával együtt egy hajóval megszökik, és egy kalandos út során Franciaországba menekül. A francia király szolgálatába fogadja és megbízza egy gyarmati telep létrehozásával Madagaszkár szigetén. Ott az előzetes francia elvárások ellenére békére törekszik a helyi törzsekkel, akik azt hiszik, hogy a gyermekkorában elhurcolt királyuk tért vissza. Benyovszky elfogadja a felkínált trónt, és a gyarmatosítók elleni harc élére áll. E harc során hal meg. Sírja ma is a szigeten található.
|  | Itt a vége a cselekmény részletezésének! |

## Szereplők, magyar hangok
| Szereplő          | Színész              | Magyar hang       |
| ----------------- | -------------------- | ----------------- |
| Benyovszky Móric  | Jozef Adamovič       | Kozák András      |
| Omachel Tamás     | Juhász Jácint        |                   |
| Lentulay Anna     | Libuše Šafránková    | Szerencsi Éva     |
| Lentulay          | Viliam Záborský      | Csákányi László   |
| Mária Terézia     | Medgyesi Mária       |                   |
| Ocskay Károly     | Ivan Palúch          | Deák B. Ferenc    |
| Ocskay Ignác      | Igor Čillík          | Benkő Péter       |
| Sztyepanov        | Bujtor István        |                   |
| Hanszky Zsuzsanna | Emília Vášáryová     | Drahota Andrea    |
| Hanszky           | Páger Antal          |                   |
| Csicserin         | Ladislav Chudík      | Ungvári László    |
| Du Ternay         | Karol Machata        | Benkő Gyula       |
| Hrisztov          | Jozef Čierny         | Bay Gyula         |
| Hyavi             | Imrich Petyko        | Tyll Attila       |
| Mallandre         | Ivan Rajniak         | Árva János        |
| Zaira             | Mária Markovicová    | Gyurkovics Zsuzsa |
| Ravoye            | Vladimír Lakota      | Uri István        |
| Halim             | Zenthe Ferenc        |                   |
| Hoffman           | Őze Lajos            |                   |
| Blanchard         | Gábor Miklós         |                   |
| Wyndblath Gusztáv | Ivan Mistrík         | Zana József       |
| Afanázia          | Bozidara Turzonovová | Egri Márta        |
| Nilov kormányzó   | Várkonyi Zoltán      |                   |
| Nilov felesége    | Szemere Vera         |                   |
| Csurin            | Máriáss József       |                   |
| D'Aquillon        | Darvas Iván          |                   |
| Narrátor          |                      | Sinkó László      |
| Cypro             | Daniel Michaelli     | Gruber Hugó       |
| Kazimierz Pulaski | František Velecký    |                   |

## Készítők
- rendező: Igor Ciel, Várkonyi Gábor
- forgatókönyvíró: Lendvai György, Pavol Sobota, Jozo Niznánsky
- zeneszerző: Jaromír Dlouhý
- operatőr: Marián Minárik
- vágó: Ladislav Halama
- jelmeztervező: Milan Corba, Kemenes Fanny

## Epizódlista
| # | Cím                 | Rendező   | Író            | Premier            |
| --- | ------------------- | --------- | -------------- | ------------------ |
| 1. | Lentulay Anna       | Igor Ciel | Pavol Sobota   | 1975. november 16. |
| Benyovszky Móric huszárhadnagy a bécsi udvari bálon mulat. Hazafelé tart, amikor Máté, az intéző közli vele: vebói házát elfoglalták sógorai. Benyovszky Vebóra megy, az Ocsay fivérekkel tárgyal, akik szívesen segítenek neki. Omachel Tamás, a barátait inti a meggondolatlan lépéstől, a birtok erőszakos visszaszerzésétől. Házát azonban felajánlja nekik. Lentulay Anna Tamás menyasszonya, de titokban gyerekkori pajtását, Benyovszky Móricot szereti. A gróf elutasítja őt, s ezért a lány öngyilkos lesz. Tamás soha nem tudja megbocsájtani Benyovszkynak a lány halálát. |                     |           |                |                    |
| 2. | Az árnyék           | Igor Ciel | Pavol Sobota   | 1975. november 20. |
| Benyovszky a sikertelen ostrom után párbajra hívja két sógorát. Az egyik sógor véletlenül megöli a másikat, majd gyáván elmenekül, így Móric végre elfoglalhatja a házát. Nem sokkal ezután meghívást kap gazdag rokonától Krakkóba. Benyovszky azonban Bécsbe kíván visszatérni, ám mielőtt elindulna, letartóztatják, megfosztva rangjától és minden vagyonától. Az ok: a királynő azt hiszi, ő ölte meg sógorát. Benyovszky sorsába beletörődve megadja magát, ám Omachel Tamás, aki ugyan nem tud megbocsájtani neki Lentulay Anna haláláért, erőszakkal kiszabadítja őt.         |                     |           |                |                    |
| 3. | Hanszky Zsuzsanna   | Igor Ciel | Pavol Sobota   | 1975. november 23. |
| A sebesült Benyovszkyt Omachel egy szepesszombati udvarházban hagyja. A ház úrnője, Hanszky Zsuzsanna beleszeret a férfiba és lassan magához édesgeti a Lentulay Anna halála után óvatossá vált Móricot. Alig hogy összeházasodnak, újra feltűnik Omachel, hogy beváltsák egymásnak tett ígéretüket: amikor Benyovszky a legboldogabb korszakát éri, párbajt vívnak Anna emlékéért. Móric ekkor kapja a rossz hírt is: krakkói nagybátyja halálán van, s utoljára még látni szeretné őt.                                                                                              |                     |           |                |                    |
| 4. | Az örökség          | Igor Ciel | Pavol Sobota   | 1975. november 27. |
| Benyovszky már nem találja életben nagybátyját, aki különös örökséget hagy rá: megkapja ugyan tekintélyes vagyonát, de át kell vennie a helyét is a katonai konföderáció tanácsában, amely nemesi köztársaságért harcol az orosz cárnő ellen. Benyovszky csak akkor fogadja el ezt a szerepet, amikor rájön Omachel Tamás újabb mesterkedéseire. Katonatársaival elfogja Omachelt, akit Krakkó főterén akarnak kivégezni. Közben hírt kap: fia született. |                     |           |                |                    |
| 5. | Wyndblath Gusztáv   | Igor Ciel | Pavol Sobota   | 1975. november 30. |
| Az ostromlott Krakkót olyan erősen körülzárták, hogy Benyovszky sem tud hazatérni feleségéhez és kisfiához. A városban azonban éhínség dúl, így néhány emberével Móric kitör, hogy élelmet szerezzen. Odakint szökött katonák csapata fosztogat, élükön Omachel Tamással, aki árulásra akarja kényszeríteni Benyovszky leghűségesebb emberét, Wyndblath Gusztávot. |                     |           |                |                    |
| 6. | Fogságban           | Igor Ciel | Pavol Sobota   | 1975. december 4.  |
| Benyovszky Omachellel és Wyndblath Gusztávval együtt orosz fogságba kerül. Szerencséjükre nem az erődben, hanem a városban kerülnek elszállásolásra. Ennek ára: rendszeresen tájékoztatniuk kell a parancsnokot a tatárok megmozdulásairól. Ráállnak az alkura, mert feltett szándékuk, hogy megszöknek. Sikerül is Pétervárig eljutniuk, ám ott a cári titkosrendőrségbe futnak. A lázadó foglyok nevének elárulásáért szabadságot kínálnak nekik. Benyovszky erre nem hajlandó, Omachel viszont megtörik a kínzások alatt.                                                          |                     |           |                |                    |
| 7. | A strázsamester     | Igor Ciel | Pavol Sobota   | 1975. december 7.  |
| Benyovszkyékat kivégzés helyett Kamcsatkára száműzik. Útközben megismerkednek egy titokzatos férfival, Hoffmannal, aki egy térképet mutat nekik a szökés egyetlen lehetséges útvonaláról. Ám a tervet leleplezik. Úgy tűnik, bezárult minden út. A kilátástalanságot és a kegyetlen menetelést a dermesztő télben a régi ellenségeskedés kiéleződése is egyre nehezíti. |                     |           |                |                    |
| 8. | Matt három lépésben | Igor Ciel | Lendvai György | 1975. december 11. |
| Útban Kamcsatka felé a száműzöttek hajója viharba kerül. Benyovszky veszi át a kapitányi szerepet. Omachel szökésre bíztatja a csapatot, de Móric tudja, ha nem érnek el Kamcsatkára, mind odavesznek a kegyetlen télben. Új otthonukban Benyovszky a Hoffmanntól kapott jelszó segítségével a száműzöttek titkos társaságának tagja lesz. Nekiállnak a szökés megtervezésének, és Móricot választják meg vezetőnek. Eközben megismerkedik Afanáziával, a kormányzó szépséges lányával, akit francia nyelvre kell tanítania.                                                          |                     |           |                |                    |
| 9. | A vésztörvényszék   | Igor Ciel | Lendvai György | 1975. december 15. |
| Míg Móric a szökés tervén dolgozik, Omachel néhány elégedetlen rabtársával levelet hamisít Benyovszky aláírásával, amely feltárja a kormányzónak a titkos szervezetet. Benyovszky eközben nagy összeget nyer a helyi kereskedőkkel vívott szimultán sakkpartikon, amivel megvesztegeti Csurin kapitányt, hogy segítsen nekik megszökni. Társai azonban a vélt árulásért halálra ítélik őt. |                     |           |                |                    |
| 10. | Afanázia            | Igor Ciel | Lendvai György | 1975. december 18. |
| Afanázi beleszeret Móricba. A kormányzó hajlandó is lépéseket tenni annak érdekében, hogy felszabadítsa őt. A sakkpartiban vesztes egyik kereskedő meg akarja mérgezni Móricot, ő azonban Afanázia anyja segítségével leleplezi a bajkeverőt. A körülmények nyomására Móric kénytelen eljegyezni Afanáziát. |                     |           |                |                    |
| 11. | Vendég Pétervárról  | Igor Ciel | Lendvai György | 1975. december 21. |
| Móric a szökés érdekében ráveszi leendő apósát, a kormányzót, hogy létesítsen telepet Lopatka szigetén a termékeny föld megművelésére. Már folynak az előkészületek, de a pétervári rendőrfőnök váratlan felbukkanása keresztülhúzza számításaikat. Így Benyovszkynak már nem csak Afanázia elől kell menekülnie. |                     |           |                |                    |
| 12. | A csalétek          | Igor Ciel | Lendvai György | 1975. december 25. |
| Benyovszky végre találkozhat feleségével és kisfiával Párizsban, ám haza még mindig nem mehet. Közben a francia udvart egy madagaszkári expedíció terve foglalkoztatja. Omachel segítségével megnyerik Móricot vezetőnek, akit felesége könyörgése sem tart vissza az úttól. Madagaszkáron kormányzóként szerződést köt a bennszülöttekkel a béke és a barátság jegyében, de ezzel magára zúdítja a hódító szándékú francia királyi udvar haragját. |                     |           |                |                    |
| 13. | A királyok királya  | Igor Ciel | Lendvai György | 1975. december 27. |
| Amikor két katona megbecstelenít két bennszülött asszonyt, megromlik a francia kolónia és a bennszülöttek békés viszonya. Benyovszky elindul Madagaszkár belseje felé, hogy Hiavi királlyal tárgyaljon. Eközben Omachel hazautazik, hogy befeketítse Móricot az udvarnál. A Hiavival való tárgyalás váratlan fordulatot vesz, amikor Benyovszkyban felismerni vélik az összes malgas törzsek királyát. |                     |           |                |                    |